# Ring bergischer Künstler
Der Ring bergischer Künstler (kurz Rbk oder gruppe rbk) war eine 1946 in Wuppertal gegründete Künstlergruppe von bildenden Künstlern aus Wuppertal und anderen Teilen des Bergischen Lands. Die 1958 in Ring bildender Künstler umbenannte Gruppe bestand bis 1996.

## Geschichte
Die Gründung erfolgte am 28. September 1946 im Atelier der Zeichnerin Martha Jaeger in Wuppertal. Zuerst als aus der Nachkriegsnot geborene Künstlergenossenschaft, etablierte sich die Gruppe in den 1950er Jahren als elementarer Bestandteil der Wuppertaler Künstlerszene und setzte sich für Aussöhnungen und Verständigung ein, indem sie 1958 Vertreter moderner polnischer Kunst zu Ausstellungen einlud.
Die Künstlergruppe etablierte mit der Galerie Palette – Röderhaus in Wuppertal einen Künstlertreffpunkt auf dem Sedansberg in Wuppertal-Barmen, der von dem Maler, Grafiker und Galeristen Adolf Röder betrieben wurde, der dem Ring Bergischer Künstler zu der Zeit vorsaß. Ende der 1960er Jahre stellten fünf Künstler um ihren ‚spiritus rector‘ Ernst Oberhoff, Leiter der Malklasse an der Werkkunstschule Wuppertal, in der Gruppenausstellung Thema Farben aus.
Zu den Mitgliedern der Künstlergruppe zählten unter anderem Maurus Baldermann, Hannes Schultze-Froitzheim, Helga Haas, Stefani Maria Jokisch, Ludwig Koob, Oswald Lehmpfuhl, Wilfried Reckewitz, Adolf Röder, Georg Röder, Paul Röder, Eva Röder, Helmut Röder, Friedrich Julius Scherff, Otto Schulze, Iro Sohn, Fritz vom Stein, Björn Ueberholz, Karl-Hermann Ueberholz (ab 1995 Ehrenvorsitzender des Rbk), Herbert Wächter, Walter Wohlfeld und Walter Zimmermann. Der Kölner Künstler Franz M. Jansen wurde zum Ehrenmitglied ernannt, ebenso der spätere Bundespräsident Johannes Rau, der mit einigen Mitgliedern eine Freundschaft pflegte.
Als etablierte Künstlervereinigung stellte der Ring Bergischer Künstler ab 1962 zwei Jury-Mitglieder der alljährlichen Bergischen Kunstausstellung in Solingen.
Auch nach der Auflösung der Gruppe 1996 ist ein Verein Ring bildender Künstler im Künstlerlokal „Galerie Palette – Röderhaus“ der Gruppe beheimatet.

## Ausstellungen
(Auswahl)
- Ring Bergischer Künstler Wuppertal – Grosse Winterausstellung. 11. November bis 2. Dezember 1951 im Städtischen Museum Wuppertal-Elberfeld[6]
- Thema Farbe: 22. September bis 8. Oktober 1969[4]
- Ausstellung des Rings bildender Künstler in der Galeria e. V., 1992

## Kataloge
- Ausstellung Ring Bergischer Künstler Wuppertal – Grosse Winterausstellung im Städtischen Museum Wuppertal-Elberfeld, 1951.
- atol : rbk - ring bildender künstler 9. April 1961 bis 4. Mai 1961, Illustriert von Roger Chailloux, Galerie Palette - Röderhaus, Wuppertal-Barmen, galerie palette, 1961 (8 Seiten).
- Iro Sohn: gruppe rbk. Wuppertal. Ring Bildender Künstler. Malerei, Graphik, Skulptur, Photographie, Kunst, Handwerk. Wuppertal 1993.